# Godzilliognomus frondosus
Espèce
Godzilliognomus frondosus est une espèce de rémipèdes de la famille des Godzilliidae.

## Distribution
Cette espèce est endémique des Bahamas. Elle se rencontre dans les grottes anchialines Sagittarius Cave, Virgo Cave, Lucy's Cave et Asgard Cave de Grand Bahama et Dan's Cave de Great Abaco.

## Publication originale
- Yager, 1989 : Pleomothra apletocheles and Godzilliognomus frondosus, two new genera and species of remipede crustaceans (Godzilliidae) from anchialine caves of the Bahamas. Bulletin of Marine Science, vol. 44, no 3, p. 1195-1206.